# Jørgen Frantzen
Jørgen Nagel Frantzen (født 9. maj 1935 i Holbæk, Danmark, død 10. januar 2020) var en dansk roer. Han repræsenterede Frederiksværk Roklub.
Frantzen vandt sammen med Svend Pedersen fra Frederiksværk og Poul Svendsen fra København bronze i toer med styrmand ved OL 1952 i Helsinki. Frantzen var styrmand i båden, og kun 17 år gammel under legene. Danskerne sikrede sig medaljen efter en finale, hvor Frankrig vandt guld mens Tyskland fik sølv. Trioen havde op til legene trænet (uden træner) på Arresø i Nordsjælland, og ved hjemkomsten fra Helsinki blev de tre hyldet af 2000 Frederiksværk-borgere på byens torv.
Bronzemedaljen var den ene af seks danske medaljer ved 1952-legene. Det var det eneste OL, Frantzen deltog i.

## OL-medaljer
- 1952:  Bronze i toer med styrmand